# 里奥镇
里奥镇（西班牙語：Villa del Río）是西班牙安达卢西亚自治区科尔多瓦省的一个市镇。总面积22平方公里，总人口7235人（2001年），人口密度329人/平方公里。